# CSI-effect
Het "CSI-effect" (soms ook wel het "CSI-syndroom" genoemd) is een benaming, die voortkomt uit jurisprudentie in de Verenigde Staten, voor het fenomeen dat populaire televisieseries zoals de CSI-franchise, de Law & Order-franchise en Crossing Jordan de verwachtingen, die slachtoffers van misdaden en juryleden van echte forensische wetenschappers hebben, sterk verhogen. Vooral op het gebied van onderzoeken op een plaats delict en DNA-testen. Er wordt beweerd dat dit effect de manier waarop vandaag de dag veel rechtszaken verlopen flink heeft veranderd, en dat aanklagers meer forensische bewijzen willen zien in een rechtszaak.

## Forensische wetenschap in de media
In de CSI- en Law&Order-series lijken toxicologie en DNA-testen vaak direct te worden uitgevoerd, terwijl in werkelijkheid resultaten weken of soms zelfs maanden op zich laten wachten. Wazige foto’s kunnen in de televisieseries altijd ongewoon worden verscherpt en zelfs de kleinste details tonen, en audio-opnames kunnen in de televisieseries altijd worden versterkt tot een onrealistisch hoog niveau. Ook zoekacties in computerdatabases naar bijvoorbeeld vingerafdrukken verlopen in de televisieseries direct en bijna altijd foutloos.
Ook de mate waarin verhalen van ooggetuigen betrouwbaar zijn wordt vertekend in de series. In Without A Trace, en Cold Case worden dergelijke verhalen altijd verteld door middel van flashbacks, wat de indruk wekt dat de verhalen van ooggetuigen altijd kloppen. In CSI daarentegen worden ook vaak (zoals in werkelijkheid) onjuiste of incomplete ooggetuigenverslagen gegeven.

## Invloed op rechtszaken en criminelen
Onderzoekers zijn recentelijk begonnen te onderzoeken wat het effect van CSI is op het gedrag van jury's. Een studie van het "CSI-effect" suggereert dat kijkers van CSI en andere series over forensische wetenschap kritischer tegenover echte forensische wetenschap staan. Dit werd niet waargenomen bij kijkers van Law and Order (en andere "algemene" misdaadshows), wat de indruk wekt dat het "CSI-effect" zich beperkt tot series over forensisch onderzoek. Een andere studie onderzocht potentiële juryleden en kon geen link vinden tussen het kijken naar CSI en het eisen van (meer) wetenschappelijk bewijs door juryleden. Een derde studie onderzocht de indruk die juryleden hadden van rechtszaken, en kwam tot de conclusie dan het oordeel van CSI-kijkers niet significant verschilde van dat van andere juryleden.
Mensen die het realiteitsniveau van series als CSI overschatten ontwikkelen mogelijk onmenselijk hoge verwachtingen van echte forenische wetenschap. Hoewel de technologieën die worden gebruikt in de televisieseries gebaseerd zijn op echt bestaande methodes, duren de echte methodes vaak veel langer dan de televisieseries doen vermoeden. Vooral DNA-bewijzen worden steeds meer geëist door juryleden, of het nu relevant is voor de betreffende zaak of niet. Sommige juryleden krijgen tijdens rechtszaken zelfs al de vraag of ze soms fan zijn van series als CSI.
Het "CSI-effect" kan ook de manier waarop misdaden worden gepleegd veranderen. Tammy Klein, een criminoloog voor het Los Angeles County Sheriff's Department, en andere criminele experts hebben ontdekt dat het aantal misdaden waarbij verdachten bewijzen verbranden of ermee rommelen (zoals bleekloog gebruiken om DNA-sporen uit te wissen, of anderszins een plaats delict zorgvuldig opruimen) zijn toegenomen.

## Interesse in forensische wetenschap
Academies en universiteiten merken ook de gevolgen van het CSI-effect. Het aantal studenten dat forensische wetenschap of een gerelateerde tak van wetenschap gaat studeren is de afgelopen tijd gestegen. Er is echter kritiek van politiedepartementen dat, in een poging het aantal studenten te verhogen, universiteiten de kwaliteit en eisen van de lessen hebben verlaagd waardoor pas afgestudeerden minder goed voorbereid zijn op het echte forensische werk. De traditionele academische route gevolgd door een toekomstig forensisch wetenschapper is eerst een bachelor halen in een algemene wetenschap zoals scheikunde of biologie, gevolgd door een studie in een vorm van in-service training.

## Optimistische reacties
Niet alle reacties op het CSI-effect zijn negatief. Volgens sommigen geven de programma’s criminelen de waarschuwing dat hoe hard ze ook proberen hun misdaden te verhullen, forensische wetenschappers hen altijd op zullen sporen. Misdadigers die proberen een plaats delict schoon te maken riskeren nog altijd dat ze sporen van die schoonmaak achterlaten.